# Norsjö och Malå tingslags valkrets
Norsjö och Malå tingslags valkrets var i valet till andra kammaren 1908 en egen valkrets med ett mandat. Valkretsen, som omfattade dagens Norsjö och Malå kommuner, avskaffades vid införandet av proportionellt valsystem 1911 och gick då upp i Västerbottens läns norra valkrets. 

## Riksdagsman
- Frans Oskar Mörtsell, nfr (1909–1911)

## Valresultat

### Första valet 1908 (överklagat)
| Andrakammarvalet i Sverige 1908: Norsjö och Malå tingslags valkrets | Andrakammarvalet i Sverige 1908: Norsjö och Malå tingslags valkrets | Andrakammarvalet i Sverige 1908: Norsjö och Malå tingslags valkrets | Andrakammarvalet i Sverige 1908: Norsjö och Malå tingslags valkrets | Andrakammarvalet i Sverige 1908: Norsjö och Malå tingslags valkrets |
| Kandidat                                                            | Kandidat                                                            | Röster                                                              | Röster                                                              | Röster                                                              |
| Kandidat                                                            | Kandidat                                                            | Antal                                                               | %                                                                   | +− %                                                                |
| ------------------------------------------------------------------- | ------------------------------------------------------------------- | ------------------------------------------------------------------- | ------------------------------------------------------------------- | ------------------------------------------------------------------- |
|                                                                     | Frans Oskar Mörtsell                                                | 181                                                                 | 50,4                                                                |                                                                     |
|                                                                     | Karl Jakob Lundberg (liberal)                                       | 178                                                                 | 49,6                                                                |                                                                     |
| Antal giltiga röster                                                | Antal giltiga röster                                                | 359                                                                 |                                                                     |                                                                     |
| Kasserade röster                                                    | Kasserade röster                                                    | 3                                                                   |                                                                     |                                                                     |
| Totalt                                                              | Totalt                                                              | 362                                                                 |                                                                     |                                                                     |

Valet hölls den 6 september 1908. Valkretsen hade 8 208 invånare den 31 december 1907, varav 626 eller 7,6 % var valberättigade. 362 personer deltog i valet, ett valdeltagande på 57,8 %. Valet överklagades hos landshövdingen i Västerbottens län som upphävde valet och beslutade om ett omval.

### Andra valet 1908
| Andrakammarvalet i Sverige 1908: Norsjö och Malå tingslags valkrets | Andrakammarvalet i Sverige 1908: Norsjö och Malå tingslags valkrets | Andrakammarvalet i Sverige 1908: Norsjö och Malå tingslags valkrets | Andrakammarvalet i Sverige 1908: Norsjö och Malå tingslags valkrets | Andrakammarvalet i Sverige 1908: Norsjö och Malå tingslags valkrets |
| Kandidat                                                            | Kandidat                                                            | Röster                                                              | Röster                                                              | Röster                                                              |
| Kandidat                                                            | Kandidat                                                            | Antal                                                               | %                                                                   | +− %                                                                |
| ------------------------------------------------------------------- | ------------------------------------------------------------------- | ------------------------------------------------------------------- | ------------------------------------------------------------------- | ------------------------------------------------------------------- |
|                                                                     | Frans Oskar Mörtsell                                                | 276                                                                 | 57,0                                                                | ▲ 6,6                                                               |
|                                                                     | Karl Jakob Lundberg (liberal)                                       | 208                                                                 | 43,0                                                                | ▼ 6,6                                                               |
| Antal giltiga röster                                                | Antal giltiga röster                                                | 484                                                                 |                                                                     |                                                                     |
| Kasserade röster                                                    | Kasserade röster                                                    | 0                                                                   |                                                                     |                                                                     |
| Totalt                                                              | Totalt                                                              | 484                                                                 |                                                                     |                                                                     |

Valet hölls den 13 december 1908. Valkretsen hade 8 208 invånare den 31 december 1907, varav 616 eller 7,5 % var valberättigade. 484 personer deltog i valet, ett valdeltagande på 78,6 %.